# Euderus gossypii
Euderus gossypii is een vliesvleugelig insect uit de familie der Eulophidae. De wetenschappelijke naam werd voor het eerst geldig gepubliceerd in 1931 door Charles Ferrière.